# 王港乡
王港乡，是中华人民共和国江西省景德镇市浮梁县下辖的一个乡镇级行政单位。

## 行政区划
王港乡下辖以下地区：
王港村、金山村、坑口村、高沙村、港口村、河源村、墩口村和大岭垦殖场生活区。